# Gymnanacamptis anacamptis
Gymnanacamptis anacamptis är en orkidéart som först beskrevs av F.Wilms, och fick sitt nu gällande namn av Paul Friedrich August Ascherson och Karl Otto Robert Peter Paul Graebner. Gymnanacamptis anacamptis ingår i släktet Gymnanacamptis och familjen orkidéer. Inga underarter finns listade i Catalogue of Life.